# Évêché titulaire de Medeli
Medeli est le nom d'un diocèse de l'église primitive aujourd'hui désaffecté.
Son nom est utilisé comme siège titulaire pour un évêque chargé d'une autre mission que la conduite d'un diocèse contemporain.
Il est actuellement porté par Ramiro Herrera Herrera (es), évêque auxiliaire de Portoviejo.

## Situation géographique
Ce diocèse était situé dans la région de Carthage dans la province romaine d'Afrique Proconsulaire.

## Liste des évêques contemporains titulaires de ce diocèse
| Début      | Fin        | Nat.      | Nom                               | Fonction exercée                                                                      |
| ---------- | ---------- | --------- | --------------------------------- | ------------------------------------------------------------------------------------- |
| 23/05/1933 | 15/03/1945 | Allemagne | Josef Lörks (de)                  | Vicaire apostolique en Nouvelle-Guinée Centrale                                       |
| ??/??/1953 | 13/01/1953 | Italie    | Fulvio Tessaroli (it)             | Évêque émérite de Segni                                                               |
| 12/02/1953 | 12/01/1957 | Italie    | Marino Bergonzini (pt)            | Évêque auxiliaire de Modène                                                           |
| 03/06/1957 | 12/02/1958 | Pologne   | Szczepan Sobalkowski (pl)         | Évêque auxiliaire de Kielce                                                           |
| 21/07/1958 | 26/06/1967 | Italie    | Ugo Poletti                       | Évêque auxiliaire de Novara                                                           |
| 31/10/1968 | 08/12/1970 | Canada    | Joseph Louis Aldée Desmarais (de) | Évêque émérite d'Amos                                                                 |
| 14/07/1971 | 29/09/2014 | Italie    | Carlo Curis (en)                  | Nonce apostolique en Sri Lanka (en), Nigeria (en), Chypre (en), Israël (en) et Canada |
| 26/09/2015 | 10/03/2022 | Pologne   | Zbigniew Jan Zieliński (pl)       | Évêque auxiliaire de Gdańsk                                                           |
| 27/05/2022 | 23/02/2024 | Italie    | Riccardo Lamba (it)               | Évêque auxiliaire de Rome                                                             |
| 19/04/2024 |            | Équateur  | Ramiro Herrera Herrera (es)       | Évêque auxiliaire de Portoviejo                                                       |

## Sources
- (en) « Medeli », sur catholic-hierarchy.org (consulté le 23 avril 2024)